# День памяти жертв политических репрессий и голода (Казахстан)
День памяти жертв политических репрессий и голода (каз. Саяси қуғын-сүргін және ашаршылық құрбандарын еске алу күні) — ежегодная памятная дата, отмечаемая в Казахстане 31 мая в память о людях, пострадавших от тоталитарной политики советского режима в XX веке. Дата была официально утверждена в 1997 году  указом президента Казахстана № 3443 как День памяти жертв политических репрессий. Инициатива исходила от потомков репрессированных и депортированных, а также  общественных организаций, историков и правозащитников, стремившихся сохранить память о трагических страницах истории страны и способствовать национальному примирению.
Указом президента № 164 от 20 октября 2011 года этот день именуется День памяти жертв политических репрессий и голода. Постановлением Правительства  № 689 от 31 октября 2017 года эта дата вошла в «Перечень праздничных дат» как День памяти жертв политических репрессий и голода
Этот день посвящён как жертвам политических репрессий, так и трагическим последствиям массового голода 1930-х годов, вызванного насильственной коллективизацией, административными «перегибами» и репрессивной политикой. Также он охватывает память о депортированых народах и узниках лагерей ГУЛАГа, размещённых на территории Казахстана.

## История

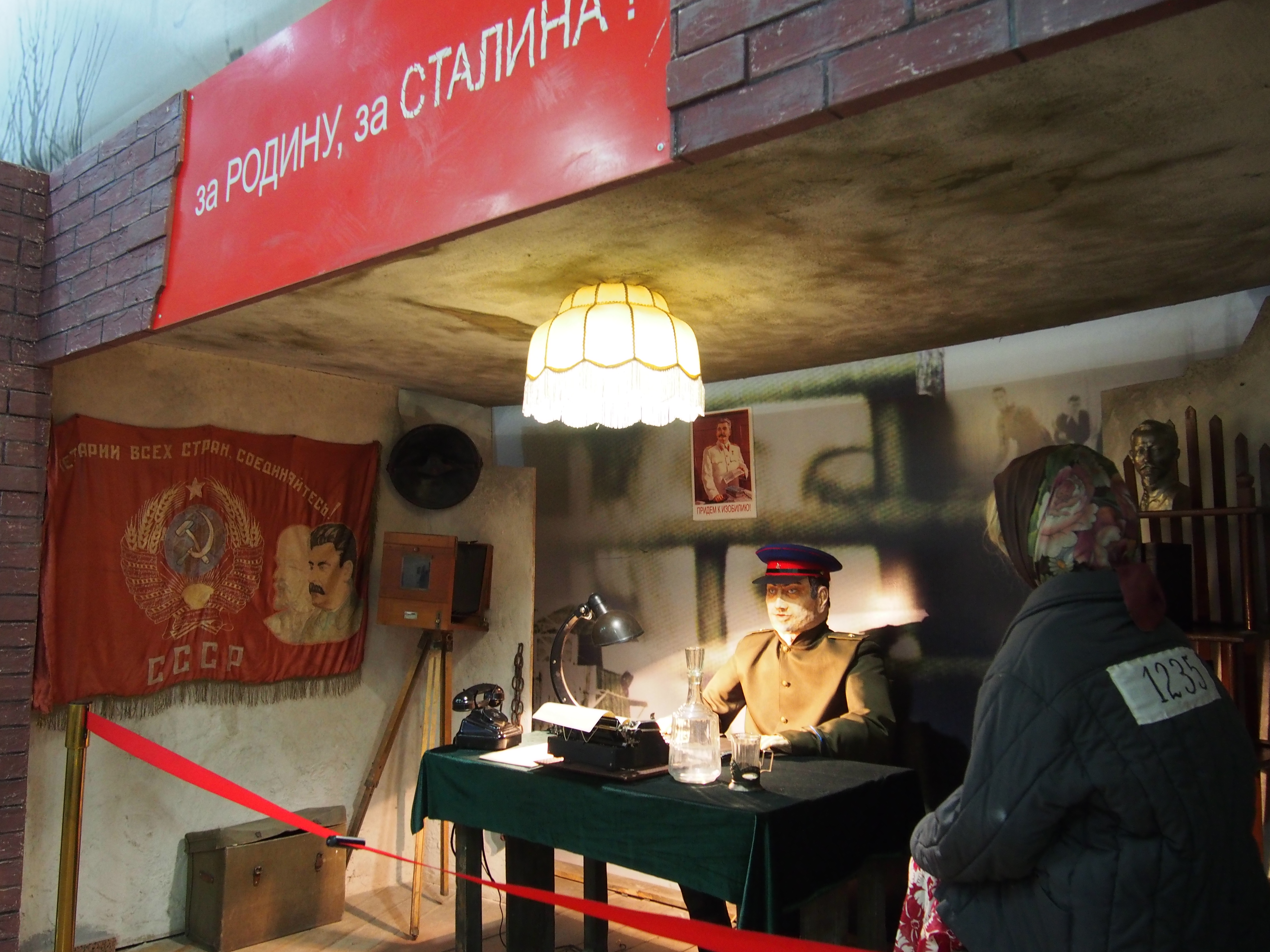
Сцена в кабинете офицера лагеря. ММК «Алжир»

### Репрессии 1920–1950-х годов
Политические репрессии в Казахстане начались вскоре после установления советской власти. В 1920–1930-х годах они были направлены против казахской интеллигенции, духовенства, крестьянства и представителей национальных движений. В рамках борьбы с «буржуазным национализмом» были арестованы и казнены лидеры партии «Алаш», выступавшие за автономию, культурное возрождение и модернизацию казахского общества. Среди них — Алихан Бокейханов, Ахмет Байтурсынов, Магжан Жумабаев, Миржакип Дулатов, Жусипбек Аймауытов и другие.
В годы «Большого террора» (1937–1938) репрессии приобрели массовый характер. По данным архивов, в Казахстане было осуждено более 100 тысяч человек, из которых около 25 тысяч были казнены. Репрессивный террор затронул не только некоммунистческих политических деятелей, но и «старых большевиков», а также учёных, писателей, учителей, рабочих и крестьян и даже исполнителей и пособников предыдущих волн расправ. Нередко палачи и их жертвы оказывались в одном изоляторе, этапе или лагере. Многие были обвинены по сфабрикованным делам, подвергнуты пыткам и лишены права на защиту, приговоры незаконных «троек» выносились объёмными списками.

### Голод 1919—1922 и 1932–1933 годов
Голод 1932–1933 годов стал одной из самых трагических страниц в истории Казахстана. Он был вызван насильственной коллективизацией, изъятием скота и зерна, разрушением традиционного кочевого уклада жизни, а также административными ошибками и жестокими мерами со стороны властей. По оценкам историков, погибло от 1,5 до 2 миллионов казахов — почти половина коренного населения. Голод привёл к массовой миграции, разрушению семейных и родовых связей, потере культурной преемственности и демографическому кризису.
Некоторые исследователи, такие как Сабит Онгарбаев, Талас Омарбеков и Мырзатай Жолдасбеков, рассматривают голод как акт этноцида, направленный на разрушение казахской идентичности. Вопрос о признании голода как геноцида остаётся предметом научных и общественных дискуссий.

### Депортации народов
С 1930-х годов Казахстан стал местом депортации целых народов, обвинённых в «неблагонадёжности» или «сотрудничестве с врагом». Среди депортированных были:
- корейцы (1937);
- немцы Поволжья (1941);
- чеченцы, ингуши, крымские татары, греки, поляки, Балкарцы, Карачаевцы и другие.

Депортации сопровождались насильственным переселением, лишением имущества, голодом, болезнями и дискриминацией. Люди гибли при перевозке в «скотских» вагонах и их оставляли непогребёнными вдоль железнодорожной насыпи. Многие депортированные оказались в трудовых лагерях или спецпоселениях, где условия жизни были крайне тяжёлыми.

### Лагеря ГУЛАГа
На территории Казахстана действовали лагеря системы ГУЛАГ, включая:
- АЛЖИР — Акмолинский лагерь жен изменников Родины;
- Карлаг — Карагандинский исправительно-трудовой лагерь;
- Степлаг, Песчанлаг, Жезказганлаг и другие.

В этих лагерях содержались десятки тысяч заключённых, включая политических узников, депортированных, «врагов народа» и обычных граждан. Условия содержания были крайне тяжёлыми: недостаток пищи, тяжёлый физический труд, отсутствие медицинской помощи и жестокое обращение.

## Архивы и исследования
С 1990-х годов началась работа по восстановлению имён жертв репрессий. Государственные архивы Казахстана постепенно открывают доступ к материалам, связанным с делами репрессированных. Создаются базы данных, публикуются сборники документов, мемуары и научные статьи.
Среди значимых проектов:
- «Книга памяти» — многотомное издание с биографиями жертв;
- цифровой архив на базе портала eHistory[2];
- исследования Института истории государства при МОН РК.

## Образование и просвещение
В рамках образовательных программ в Казахстане проводятся:
- тематические уроки истории;
- конкурсы эссе и проектов среди школьников и студентов;
- публикации учебных пособий и методических материалов;
- экскурсии в мемориальные комплексы и музеи.

Некоторые университеты включают в учебные курсы специальные дисциплины, посвящённые истории репрессий, голода и депортаций. Ведутся исследования по демографическим, культурным и социальным последствиям тоталитарной политики.

## Память
В современном Казахстане день 31 мая стал днём национального траура, размышления и исторической памяти. По всей стране проходят:
- мемориальные церемонии и возложения цветов к памятникам жертвам репрессий;
- тематические выставки, лекции, конференции и уроки в школах и университетах;
- публикации в СМИ, посвящённые сохранению исторической памяти;
- встречи с потомками репрессированных, чтение архивных документов и свидетельств;
- религиозные службы и поминальные мероприятия.

В городах установлены памятники и мемориальные комплексы, такие как:
- Мемориал жертвам политических репрессий в Алматы, установленный в центральном парке;
- Мемориальный комплекс «АЛЖИР» в Акмолинской области, посвящённый женщинам, пострадавшим от репрессий[3];
- Карлаг — музей в Караганде, расположенный на территории бывшего лагеря[4];
- Памятные стелы в Караганде, Шымкенте, Усть-Каменогорске, Семее, Костанае и других регионах.

В некоторых регионах Казахстана проводятся локальные мероприятия, связанные с конкретными эпизодами репрессий:
- В Семее вспоминают судьбы репрессированных деятелей культуры и науки.
- В Костанайской области проходят экспедиции по местам массовых захоронений.
- В Туркестане организуются выставки, посвящённые депортированным народам.
- В Абайской области проходят чтения архивных документов и встречи с потомками репрессированных.

## Критика
Историки, общественные деятели и правозащитники подчёркивают важность сохранения памяти о репрессиях и голоде как части национальной идентичности. В последние годы усилились дискуссии о необходимости:
- расширения школьных программ по истории XX века;
- открытия архивов и публикации новых исследований;
- признания голода 1932–1933 годов как акта геноцида;
- создания национального музея памяти репрессий;
- включения тематики репрессий в культурные и художественные проекты.

Некоторые исследователи считают, что официальная трактовка событий недостаточно отражает масштаб трагедии и требует более глубокого осмысления. В частности, критикуется:
- ограниченность доступа к архивам;
- недостаточная поддержка научных исследований;
- отсутствие единой государственной концепции исторической памяти;
- формализация памятных мероприятий без глубокого общественного диалога.

В то же время в Казахстане появляются новые инициативы:
- документальные фильмы о репрессиях и голоде;
- художественные произведения, посвящённые судьбам репрессированных;
- проекты по оцифровке архивов и созданию онлайн-баз данных жертв.

## Международные параллели
Аналогичные памятные даты существуют в других странах:
- Россия — 30 октября, День памяти жертв политических репрессий, учреждён по инициативе общества «Мемориал».
- Украина — третье воскресенье мая, День памяти жертв политических репрессий.
- Грузия, Литва, Польша и другие страны также отмечают дни памяти жертв тоталитарных режимов.

В 2008 году Европейский парламент провозгласил 23 августа Европейским днём памяти жертв сталинизма и нацизма, что стало важным шагом в признании масштабов политических репрессий в XX веке.